# Pambolus tricolor
Pambolus tricolor är en stekelart som först beskrevs av Johannes Friedrich Ruthe 1854.  Pambolus tricolor ingår i släktet Pambolus och familjen bracksteklar. Inga underarter finns listade i Catalogue of Life.